# 필리핀 변동대

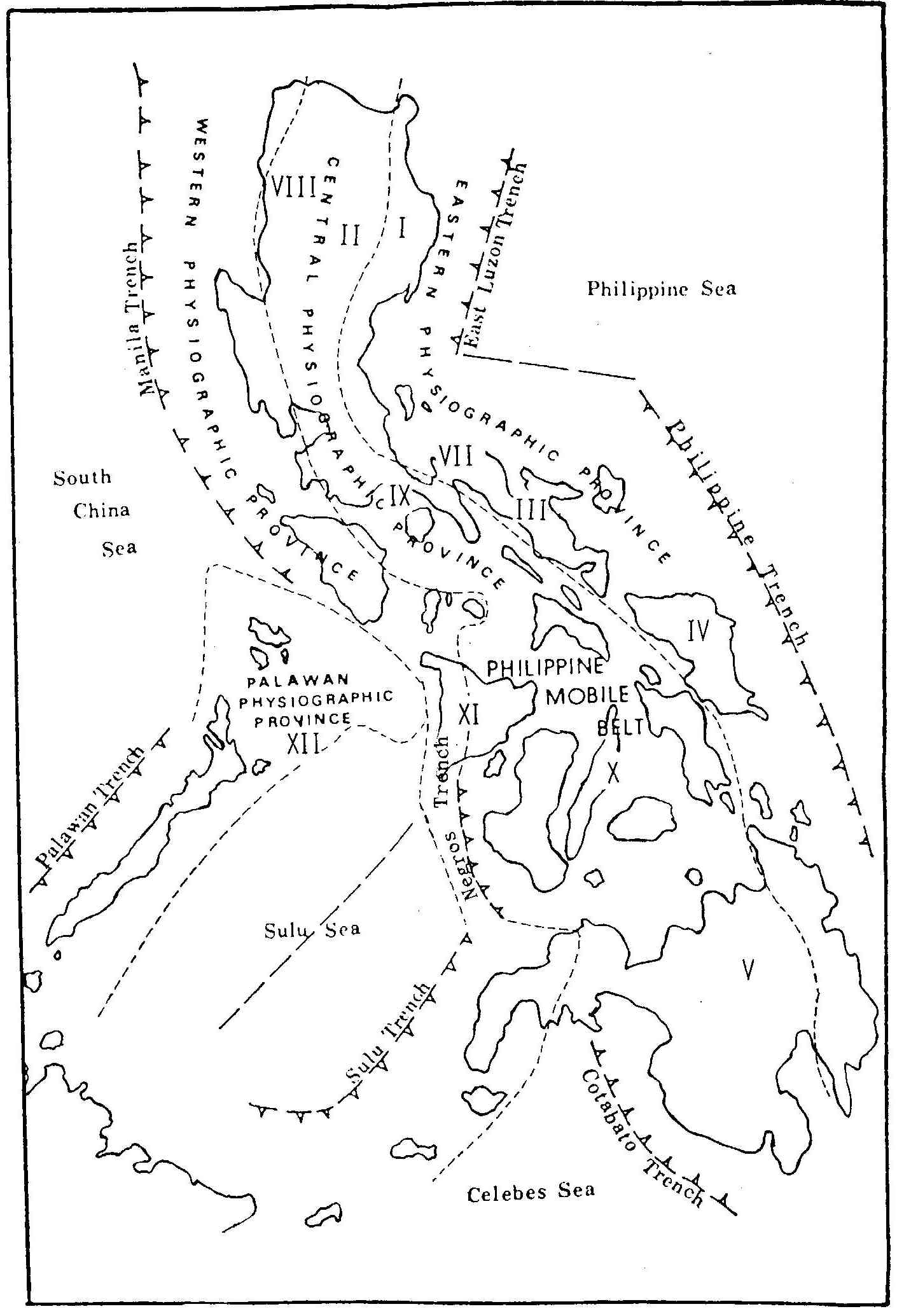
필리핀 변동대의 구조

필리핀 변동대(Philippine Mobile Belt)는 유라시아 판과 필리핀 해 판 사이의 복잡하게 이루어진 판 경계를 말하며, 필리핀의 대부분을 차지한다. 서쪽의 마리아나 해구와 동쪽의 필리핀 해구의 두 섭입대가 있다.